# Pyrethrum pectinatum
Pyrethrum pectinatum là một loài thực vật có hoa trong họ Cúc. Loài này được Hausskn. ex Bornm. miêu tả khoa học đầu tiên.